# QVC
QVC Handel S.à r.l. & Co. KG (Quality, Value, Convenience) ist ein internationales Unternehmen im Besitz der amerikanischen Qurate Retail Group, das Dauerwerbesendungen produziert. Das 1986 in den USA gegründete Teleshopping- und E-Commerce-Unternehmen ist seit 1996 auch in Deutschland vertreten. Es hat außerdem Standorte in Großbritannien, Japan, Italien und Polen sowie ein Joint Venture in China. Weltweit beschäftigt das Unternehmen nach eigenen Angaben rund 21.400 Mitarbeiter, davon rund 3.000 an deutschen Standorten.

## Geschichte

### Weltweit
Joseph M. Segel gründete QVC 1986 in den USA. Die erste Ausstrahlung des neuen Senders erfolgte am 24. November 1986, ab Januar 1987 sendete er rund um die Uhr. QVC wuchs in den ersten Jahren organisch und durch Unternehmenskäufe (wie den Erwerb von Fashion Channel, CVN Shopping Channel und J.C. Penney Shopping Channel). Inhalt der Werbesendungen waren Produktinformationen, die in den Gesprächen zwischen den Moderatoren und Produktexperten vermittelt werden sollten.
Segel ging 1993 in den Ruhestand. Auf ihn folgte Barry Diller. Mitte 1993 ging ein zweiter Kanal auf Sendung: QVC Fashion Channel; ein Jahr später passte das Management dessen Format an und benannte ihn in Q2 um.
Ein Bieterwettkampf um Paramount prägte das Jahr 1993, QVCs Rivale Viacom setzte sich am Ende durch. Im Folgejahr unternahm Diller den Versuch, mit CBS zu fusionieren. Das Vorhaben zerschlug sich. Stattdessen machten Comcast und TCI ein gemeinsames Übernahmeangebot für QVC. Dieses war 1995 erfolgreich, nachdem die Federal Trade Commission zugestimmt hatte.
1993 startete QVC gemeinsam mit BSkyB Teleshopping in Großbritannien. Im Jahr darauf kam ein Joint Venture mit Grupo Televisa zustande, um so einen Zugang zum lateinamerikanischen Markt zu erhalten. Auf Diller folgte 1995 Douglas Briggs an der Spitze von QVC. Ende 1996 sendete QVC erstmals in Deutschland. Ende 2000 begann die Einspeisung des deutschen Programms in österreichische Kabelnetze. Sein japanisches Programm startete der Sender 2001. Im Internet war das Unternehmen in den USA ab 1996 unter IQVC aktiv. Zwei Jahre später waren in Kanada und Großbritannien Online-Käufe möglich.
2003 übernahm für 7,9 Mrd. US-Dollar Liberty Media (heutiger Name: Qurate Retail Group), damals eine Tochtergesellschaft von AT&T, alle Comcast-Anteile an QVC und wurde damit zum Alleineigentümer.
Michael George löste zwei Jahre später Douglas Briggs an der Unternehmensspitze ab. Unter seiner Leitung kam es 2007 zu einer Kooperation mit Oprah Winfrey und der NFL. Nach geringfügigen Umsatzrückgängen infolge der Subprime-Krise unterstrich 2010 die Aufnahme des Sendebetriebs in Italien die Fortsetzung der internationalen Expansion. Zwei Jahre später vereinbarten QVC und China National Radio (heute CNR Media Group) ein Joint Venture, um den chinesischen Markt zu erschließen. Im August 2015 weitete QVC seine Geschäfte nach Frankreich aus. Im selben Jahr übernahm QVC für rund 2,4 Mrd. US-Dollar Zulily, einen auf junge Mütter spezialisierten Internethändler. 2017 erwarb Liberty Interactive schließlich Home Shopping Network, den langjährigen Rivalen von QVC. Beide Unternehmen firmieren seitdem als Qurate Retail Group.
Heute ist QVC ein Multichannel-Händler. 2018 lag der globale Umsatz bei 11,28 Mrd. US-Dollar. Die Hälfte (51 Prozent) stammt aus digitalen Vertriebswegen (2018). Der Anteil von Bestellungen über mobile Endgeräte liegt bei 32 Prozent (2017). Haushaltswaren machen rund ein Drittel der Umsätze aus. 19 Prozent werden mit Bekleidung, 17 Prozent mit Kosmetik und Körperpflege-Artikeln erzielt.
Nach Eigenangaben lieferte das Unternehmen 2018 weltweit an rund 370 Millionen Kunden. Global beschäftigt das Unternehmen insgesamt rund 21.400 Mitarbeiter (Stand: Ende 2018). Neben seinen Teleshopping-Kanälen betreibt das Unternehmen sieben Internetauftritte. Hinzu kommen mehr als 200 Social-Media-Präsenzen.

### Deutschland
Die Landesanstalt für Rundfunk Nordrhein-Westfalen erteilte QVC im Sommer 1996 eine zunächst dreijährige Zulassung als digitales Pilotprojekt. Ende 1996 sendete QVC seine Dauerwerbesendungen erstmals in Deutschland über Kabel und Astra. 2001 zog der Sender innerhalb des Düsseldorfer Medienhafens um. Im März desselben Jahres begann das Unternehmen mit dem Bau eines eigenen Distributionszentrums in Baal, einem Ortsteil von Hückelhoven. Es nahm im September 2002 seinen Betrieb auf. 2002 löste das Unternehmen den Konkurrenten im Teleshopping-Segment Home Shopping Europe als Marktführer in Deutschland ab. 2003 erreichte es die Gewinnschwelle. Seit 2004 kooperiert QVC in Hückelhoven eng mit Hermes.
Der zweite deutsche Kanal des Senders, QVC Plus, begann 2010 mit seinen Ausstrahlungen. Zwei Jahre später folgte der dritte deutsche Kanal: QVC Beauty. Er wurde 2013 in QVC Beauty & Style umbenannt. Eine erneute Reorganisation der Fernsehkanäle in Deutschland nahm das Unternehmen 2018 vor: QVC Beauty & Style benannte es dabei in QVC Style um, QVC Plus wurde zu QVC ZWEI. Der Hauptkanal QVC behielt seinen Namen.
Für die Zusammenarbeit mit Start-ups legte QVC 2017 die Initiative QVC Next auf. Zugleich begann der Verkauf von Produkten, die in der Sendung Die Höhle der Löwen des Fernsehsenders VOX vorgestellt wurden und in die der Unternehmer Ralf Dümmel investiert. Er arbeitet mit QVC seit 1996 zusammen.
In Deutschland sind rund 3.000 Mitarbeiter bei QVC tätig. Das Unternehmen hat Standorte in Düsseldorf (Zentrale und Studios) und Kassel (jeweils telefonischer Kundenservice), Hückelhoven (Logistik) sowie Düsseldorf und Hückelhoven  (jeweils Fabrikverkauf).
Seit Anfang 2015 führt Mathias Bork den deutschen Ableger von QVC als Geschäftsführer. Der von ihm verantwortete Umsatz belief sich 2019 auf 890 Mio. US-Dollar. Im Durchschnitt verschickt QVC Deutschland von Hückelhoven aus zirka 41.500 Pakete pro Tag. Das Programm von QVC ist über Kabel, Satellit, DVB-T2 HD und IPTV zu empfangen. Der Hauptkanal QVC sendet täglich 17 Stunden live. Der zweite Kanal QVC ZWEI zeigt eine Auswahl von Produkten und Fernsehshows des Hauptsenders und sendet gelegentlich live. Der dritte Fernsehkanal QVC Style ist auf Themen wie Mode und Wellness spezialisiert. Alle drei QVC-Kanäle senden in HDTV sowie im Breitbildformat 16:9.
Nach einer Repräsentativumfrage im Jahr 1999 waren 76 Prozent der Befragten der Meinung, sie würden bei QVC Produkte günstiger erhalten als anderswo. Rund 80 Prozent der Kunden seien nach Angaben der Unternehmens Frauen zwischen 35 und 64 Jahren. (Stand: 2018)

## Kritik
Der entscheidende Verkaufserfolg bestehe „immer im Suggerieren eines Schnäppchens“, so der Journalist Peter Luley über den Einkaufssender QVC 2007 im Spiegel. „Marketingstrategisch ausgedrückt sollen hier sogenannte Impulskäufe generiert werden – spontane Erwerbungen ohne Bedarf, nur aus dem Gefühl heraus, eine günstige Gelegenheit könnte gleich vorbei sein.“ Stiftung Warentest untersuchte 2007 Teleshopping-Anbieter, darunter QVC, und kam zu dem Ergebnis, dass der Service zwar gut sei, die Qualität der Produkte jedoch mäßig, bei den Digitalkameras sogar mangelhaft. Zum selben Preis habe es im Einzelhandel und im Internet deutlich bessere Kameras gegeben als bei QVC. In einer Reportage in der Zeitschrift Stern 2018 stellte Katharina Grimm fest, dass von QVC angebotene Markenprodukte bei der Konkurrenz mitunter deutlich günstiger seien. Als Beispiel nannte sie das Samsung Tablet S2, für das QVC 399 Euro plus Versandkosten verlangte, während das Produkt bei namhaften Onlinehändlern als auch in Fachmärkten für maximal 340 Euro verkauft werde.